# Sant Miquel de Montmell
Sant Miquel de Montmell és l'antiga església del municipi del Montmell (Baix Penedès). Originalment una església romànica situada al peu del castell del Montmell, a 713 m sobre el nivell del mar, en el segle xvi es va construir una església nova amb millor accés a 640 m d'altitud. Actualment totes dues estan abandonades, igual que les cases de l'antic nucli de Montmell, i en estat de ruïna.

## Església romànica
Està situada a 713 m sobre el nivell del mar, tot dominant part de les comarques de l'Alt Camp i del Baix Penedès. Consta d'una nau central i una altra més petita, oberta posteriorment, al costat de tramuntana excavant la roca, separades per un pilar que sosté dos grans arcs de mig punt sobre els quals descansa la volta de canó. Destaca l'absis de forma semicircular, molt restaurat a l'exterior, però que es conserva perfectament a la part de dins. L'església no té cap decoració a l'interior, però a l'exterior s'hi observen una cornisa i diverses arcuacions i bandes llombardes.

## Església nova

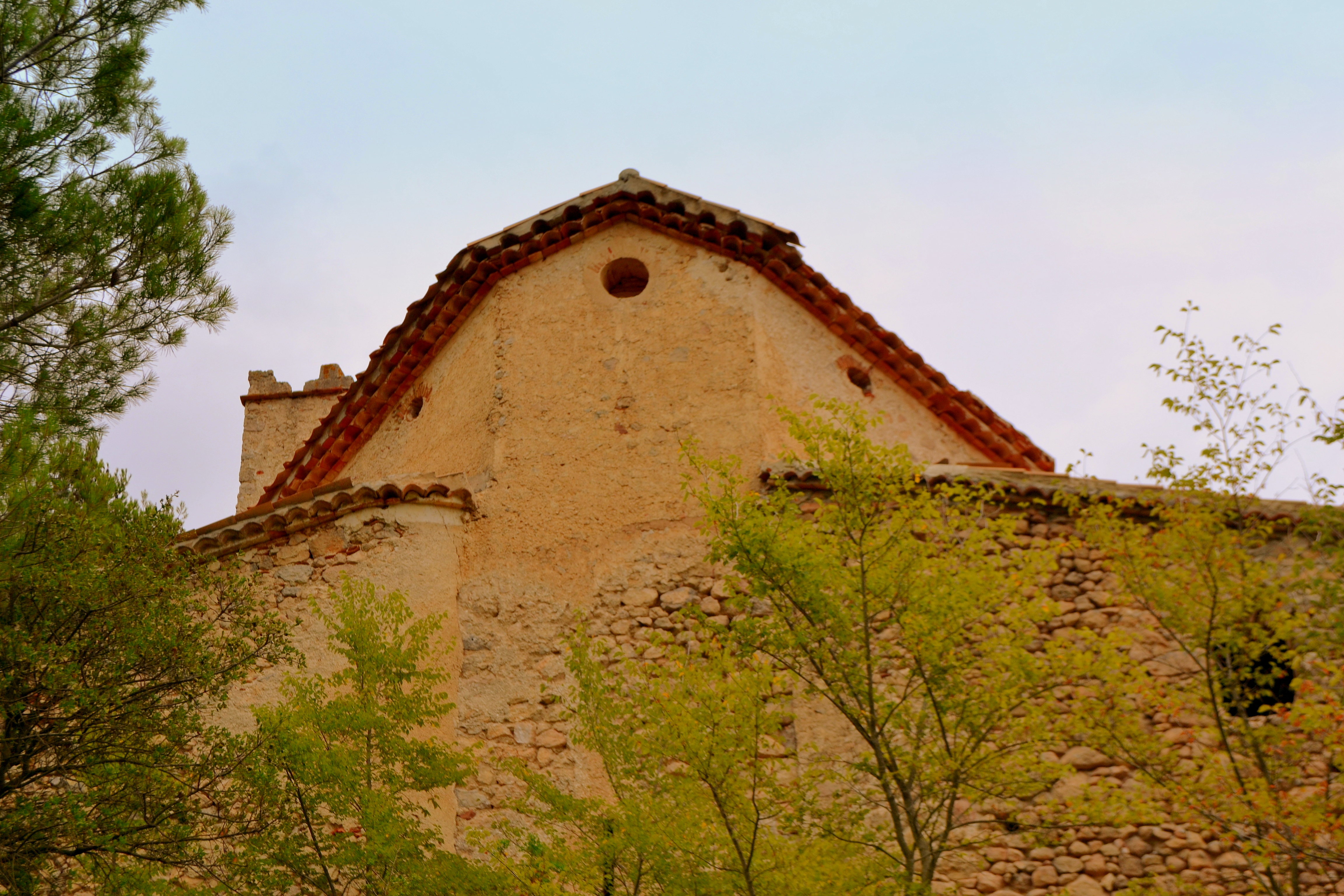
Església nova

La nova església de Sant Miquel es troba quasi totalment enderrocada. La façana té una portalada d'arc de mig punt fet amb dovelles de pedra que es conserva encara força bé, a la part de dalt hi ha una petita rosassa i a la dreta es veu una torre amb finestres de mig punt que dona un cert caire defensiu a la construcció.
L'interior és molt enderrocat, però s'hi veu encara una nau central separada de les dues laterals per arcs de mig punt. Al peu de l'església hi ha un arc escarser sobre el qual s'observen restes del cor i la inscripció: 1598. A la capçalera de l'església, darrere el destruït altar, hi ha una espitllera que deixa entrar la llum.
Arran d'un conveni entre l'Ajuntament del Montmell, el Bisbat de Tarragona, el Departament de Cultura de la Generalitat de Catalunya i l'Institut Català del sòl, s'iniciaren l'any 2000 petites obres de restauració.

## Història
La petita església romànica d'influències llombardes fou dedicada al culte fins a finals del segle xvi. Llavors fou traslladada a un altre temple, uns metres més avall en la mateixa serra. A partir d'aquest moment començà a sofrir la seva edificació. L'any 1953 fou restaurada gràcies a mossèn Daniel Canals, fill de Montmell, i del barceloní S. Trias, sota la direcció de l'arquitecte J. Brugal i Fortuny. Es creu que el temple és anterior a l'últim terç del segle xii, perquè encara que el castell sigui datat del 976, no es té cap document que parli d'una església propera a la fortalesa. Es creu que fou construïda després de la invasió almoràvit del Penedès i d'iniciar l'ofensiva cristiana que permeté la reconstrucció de castells i la reconquesta de Tortosa, Lleida i les muntanyes de Prades. Més tard, en anys successius (1157-1158) l'església barcelonina intentà recuperar la jurisdicció sobre aquest territori, cosa que aconseguí l'any 1181. Fou possiblement per aquests temps que fou consagrada l'església romànica.
L'església nova de Sant Miquel, que fou consagrada el 1598 en substitució de l'antiga, quan a molts ja el resultava incòmode d'enfilar-se tan amunt. D'aquesta església en parla l'Arxiu Diocesà de Barcelona sota el nom de Sancti Michaelis de monte Macello-Munt-Mael. També és mencionada per Antonio Campillo en el tom V del seu Speculum Titulorum Ecclesiasticorum.
A redós del castell i de l'església es formà un petit nucli de poblament. L'església fou abandonada en temps de la guerra del 36, a partir d'aquest any es va enderrocar molt. Es parla d'un retaule gòtic, avui desaparegut. El 1960 el nucli restava reduït a unes 10 cases, actualment totes deshabitades i malmeses.